# Manfred Teschner
Manfred Teschner (* 3. Oktober 1928 in Danzig; † 13. März 2019 in Darmstadt) war ein deutscher Soziologe und Hochschullehrer.

## Leben und Ausbildung
Manfred Teschner wurde 1928 als ältester von drei Brüdern in Danzig geboren. Nach dem Abitur 1953 studierte er ab 1954 Sozialwissenschaften am Frankfurter Institut für Sozialforschung und war dort Mitarbeit an industriesoziologischen Studien. Im Februar 1958 beendete er sein Studium mit der Prüfung zum Diplom-Soziologen und wurde daraufhin wissenschaftlicher Mitarbeiter am Institut für Sozialforschung, wo er 1960 promoviert wurde.

## Universitätslaufbahn
Nach seiner Tätigkeit am Institut für Sozialforschung der Universität Frankfurt wurde er im Wintersemester 1967/68 zum Professor an dem neugegründeten Lehrstuhl für Soziologie an der Staats- und Kulturwissenschaftlichen Fakultät der Technischen Hochschule Darmstadt ernannt. Dort war er maßgeblich am Aufbau des Instituts für Soziologie beteiligt und war dort bis zu seiner Emeritierung 1994 als Hochschullehrer tätig. Teschner engagierte sich auch in der hochschulpolitischen Debatte der 1960er Jahre. Er war neben dem Physiker Friedrich Beck und dem Architekten Max Guther 1969/1970 Mitglied des Direktoriums der Technischen Hochschule Darmstadt, das in einer Übergangsphase die Technische Hochschule leitete. Er setzte sich intensiv für den Ausbau interdisziplinärer Lehre ein, insbesondere in Zusammenarbeit mit dem Fachbereich Architektur und er war kontinuierlich an fachübergreifenden Forschungsprojekten beteiligt.